# 威廉·麥考伊 (私酒販)
威廉·弗雷德里克·麥考伊（英語：William Frederick McCoy，1877年8月17日—1948年12月30日），又名「比爾」·麥考伊（"Bill" McCoy），是一名在美國禁酒令時期的美國船長和私酒販。麥考伊船長在從事由巴哈馬向東海岸走私酒類的貿易時，在革命家約翰·漢考克身上找到榜樣，認為自己是一個「誠實的違法者」。麥考伊引以為豪的是，他從不會向犯罪組織、政客或執法部門支付保護費。與禁酒令期間的許多非法生產和走私酒類以供消費的活動不同，麥考伊出售的商品是未經摻雜、原裝和乾淨的。

## 生平
麥考伊於1877年出生在紐約州锡拉丘兹的一個蘇格蘭裔美國家庭。他有一個比他大5歲的哥哥Ben和一個比他小5歲的妹妹Violet。他的父親也名叫威廉·麥考伊，是一名砌磚工，在南北戰爭期間曾於聯邦海軍服役，在封鎖南方沿海地區的地方服役。比爾·麥考伊在當時費城的USS Saratoga船上就讀賓夕凡尼亞州航海學校，1895年以全班第一名的成績畢業。後來，他在多艘船上擔任助手和軍需官，包括1898年「緬因號戰艦」爆炸時身處在古巴哈瓦那的鐵行輪船公司（P&O）蒸汽船「Olivette號」。
大約1900年，麥考伊全家搬到了一個名叫霍利山的佛羅里達州小鎮，就在戴通納海灘的北部。比爾和他的哥哥Ben在霍利山和傑克遜威爾經營著一間機動船服務和小船廠。1918年，麥考伊為包括安德魯·卡內基和范德比爾特家族等的百萬富翁客戶建造船隻，他贏得了老練遊艇建造者的聲譽。

## 禁酒令期間的麥考伊

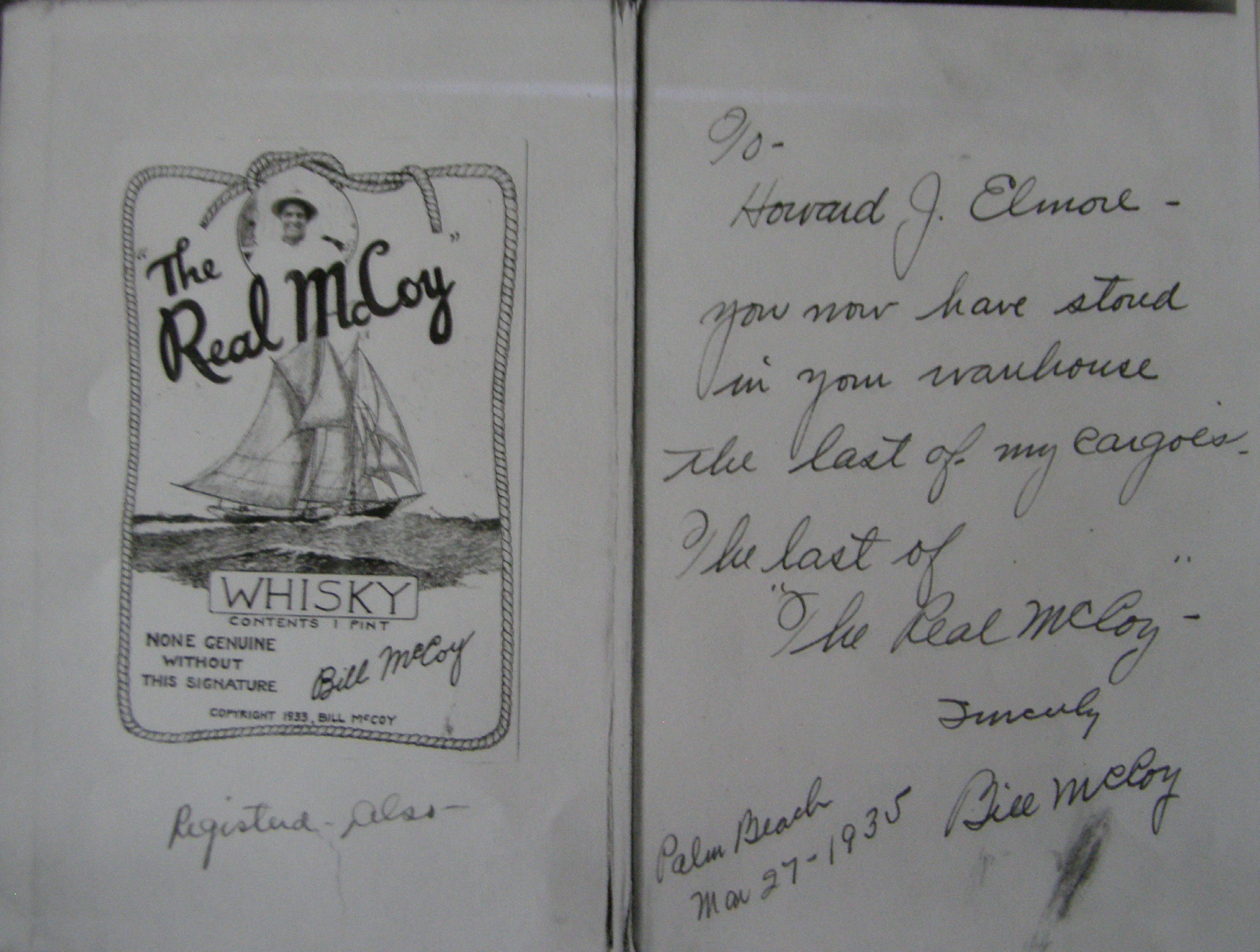
這個貼標（左）被貼上在書籍《The Real McCoy》的內頁。

在禁酒令期間（1920年-1933年），麥考伊兄弟陷入困境。他們的遊覽和貨運生意無法與新的高速公路和公共汽車競爭，這些公路和公共汽車正在沿海和佛羅里達州的各個角落修建。由於需要錢，兩兄弟決定從事走私非法私酒。他們賣掉了生意上的資產，前往麻省的格洛斯特，買下了雙桅縱帆船「Henry L. Marshall號」。
隨後，麥考伊開始向美國走私威士忌，從巴哈馬的拿騷和比米尼移動到美國東岸，大部分時間在新澤西州外的 「酒類走私船」交易。成功地在美國沿海走私了幾次酒之後，麥考伊有了足夠的錢來購買雙桅船「Arethusa號」。為了避免受到美國的管轄，麥考伊將這艘雙桅船放置在英國注冊處，並將船重新命名為「Tomoka號」（以流經他家鄉霍利山的河流命名）。
麥考伊在「Tomoka號」上進行了多次成功的旅行，並與「Henry L. Marshall號」和其他多達五艘船一起 – 透過他的走私活動成為一個家喻戶曉的名字。麥考伊船長主要運輸裸麥、愛爾蘭和加拿大威士忌，以及其他優質酒類。他被譽為發明了「芒刺鎖」（burlock） – 一個包裹裡裝著六個用稻草包著的瓶子，底部有三瓶，然後是兩瓶，然後是一瓶，整個包裹用麻布縫緊。它結構密實，易於處理和裝載。這些東西在海岸防衛隊一般被稱為「麻袋」。
麥考伊也成為美國政府和有組織犯罪集團的敵人。當海岸防衛隊發現麥考伊時，他建立了在國際水域的海岸線上停泊大船並向小船出售酒類的制度，而小船將酒類轉運到岸上。麥考伊還從紐芬蘭島南部的聖皮埃爾和密克隆的法國島嶼上走私酒精飲料。

麥考伊的剪貼簿圖片
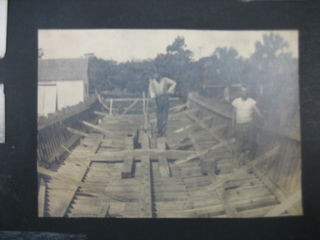
McCoy scrapbook image McCoy Family Papers Collection. J. Henderson Welles Archives and Library, Independence Seaport Museum
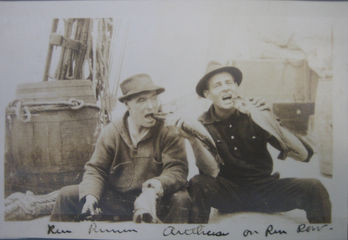
Rum runners aboard Arithusa. McCoy Family Papers Collection. J. Henderson Welles Archives and Library, Independence Seaport Museum
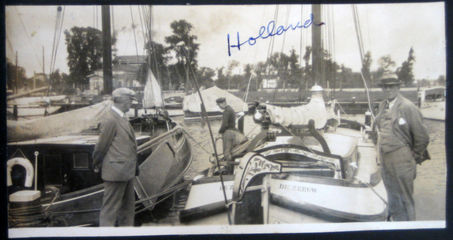
McCoy family in Holland. McCoy scrapbook image McCoy Family Papers Collection. J. Henderson Welles Archives and Library, Independence Seaport Museum
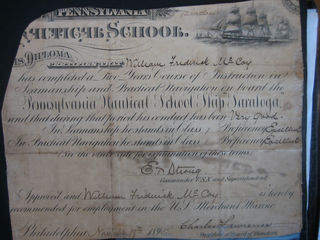
Bill McCoy's Pennsylvania Nautical School Diploma. 1895. McCoy scrapbook image McCoy Family Papers Collection. J. Henderson Welles Archives and Library, Independence Seaport Museum

### 被捕和提審
1923年11月23日，美國海岸防衛隊的「Seneca號」，奉命捕獲比爾·麥考伊和「Tomoka號」，即使他是身在國際水域。
當被問及他計劃在審判前的聽證會上做什麼辯護時，麥考伊通過回答介紹了他的行動細節：
我沒有什麼悲慘的故事要告訴你。我在三英里的限制之外，向任何想買的人出售威士忌，而且是好的威士忌。
比爾·麥考伊沒有受到冗長的審判，而是認罪，並在新澤西州的監獄裡坐了九個月。他回到了佛羅里達州，並將他的錢投資於房地產。他和他的哥哥繼續從事造船業務，且經常在海岸線到處遊走。

## 流行文化
HBO電視劇《酒私風雲》中，由Pearce Bunting飾演比爾·麥考伊。

## 外部連結
- Halifax Historical Museum （页面存档备份，存于）, in Daytona Beach, Florida
- Rum Runner （页面存档备份，存于） at A History of Central Florida Podcast（页面存档备份，存于）
- McCoy Family Papers （页面存档备份，存于） at the J Henderson Welles Archives and Library （页面存档备份，存于）, Independence Seaport Museum. Philadelphia, Pennsylvania
- 在Find a Grave上的William Frederick "Bill or Willy" McCoy